# Cymbiodyta brevicollis
Cymbiodyta brevicollis är en skalbaggsart som först beskrevs av Sharp 1882.  Cymbiodyta brevicollis ingår i släktet Cymbiodyta och familjen palpbaggar. Inga underarter finns listade i Catalogue of Life.